# Chabans'ke
Chabans'ke  (ucraniano: Чабанське) es una localidad del Raión de Bilhorod-Dnistrovskyi en el Óblast de Odesa de Ucrania. Según el censo de 2001, tiene una población de 142 habitantes.